# 안드레아 위르겐스
안드레아 위르겐스(독일어: Andrea Jürgens, 1967년 5월 15일 ~ 2017년 7월 20일)은 독일의 슐라거 가수이다. 그녀는 1970년대 후반 10살 때 "Undabei liebe ich euch beide" (그리고 그럼에도 불구하고 나는 너를 둘 다 사랑해)로 첫 히트를 기록하면서 아역 스타로 유명해졌다. 그 이후로 그녀는 60곡 이상의 싱글 앨범을 발매하며 음악 업계에서 활발히 활동했다.